# Livres en Vignes
Livres en Vignes est un salon du livre et de l'œnophilie bourguignonne, consacré à la littérature, générale, à celle du vin et de la vigne, et à un certain art de vivre. Cet événement culturel est organisé depuis 2008, tous les derniers week-ends de septembre, au château du Clos de Vougeot, sur la route des Grands Crus, dans le vignoble de Bourgogne, en Bourgogne-Franche-Comté. Un jury y décerne trois prix littéraires annuels

## Historique
Depuis 2008, la dijonnaise Evelyne Philippe, présidente de l'Association pour la promotion culturelle et touristique du vin et du livre en Bourgogne (A.P.C.V.L.B.), organise chaque dernier week-end de septembre, à la fin des vendanges du vignoble de Bourgogne, cet événement culturel bourguignon, pour les amateurs de littérature et de vin, au château du Clos de Vougeot, haut lieu prestigieux du patrimoine et de la culture bourguignonne.

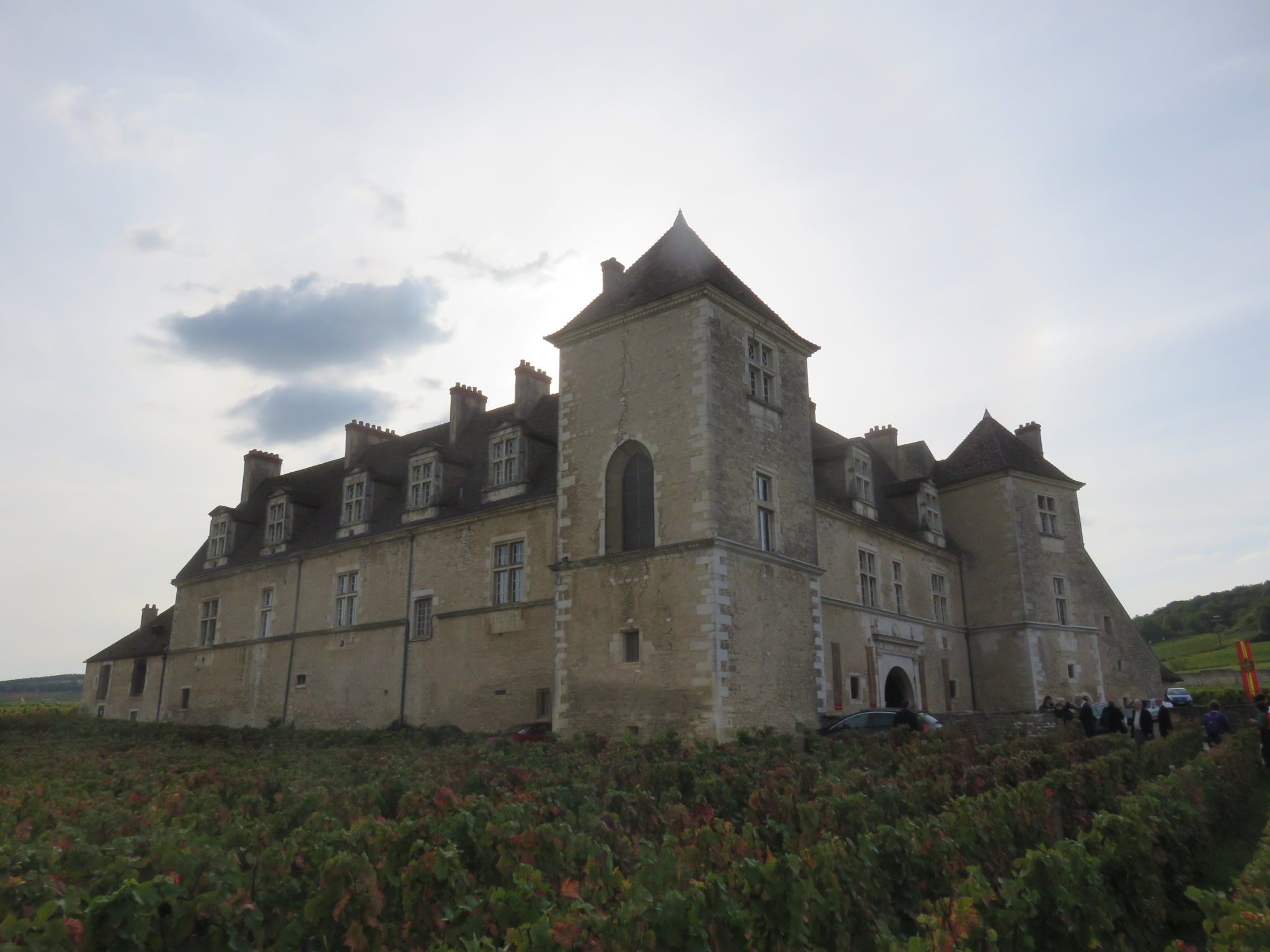
Château du Clos de Vougeot
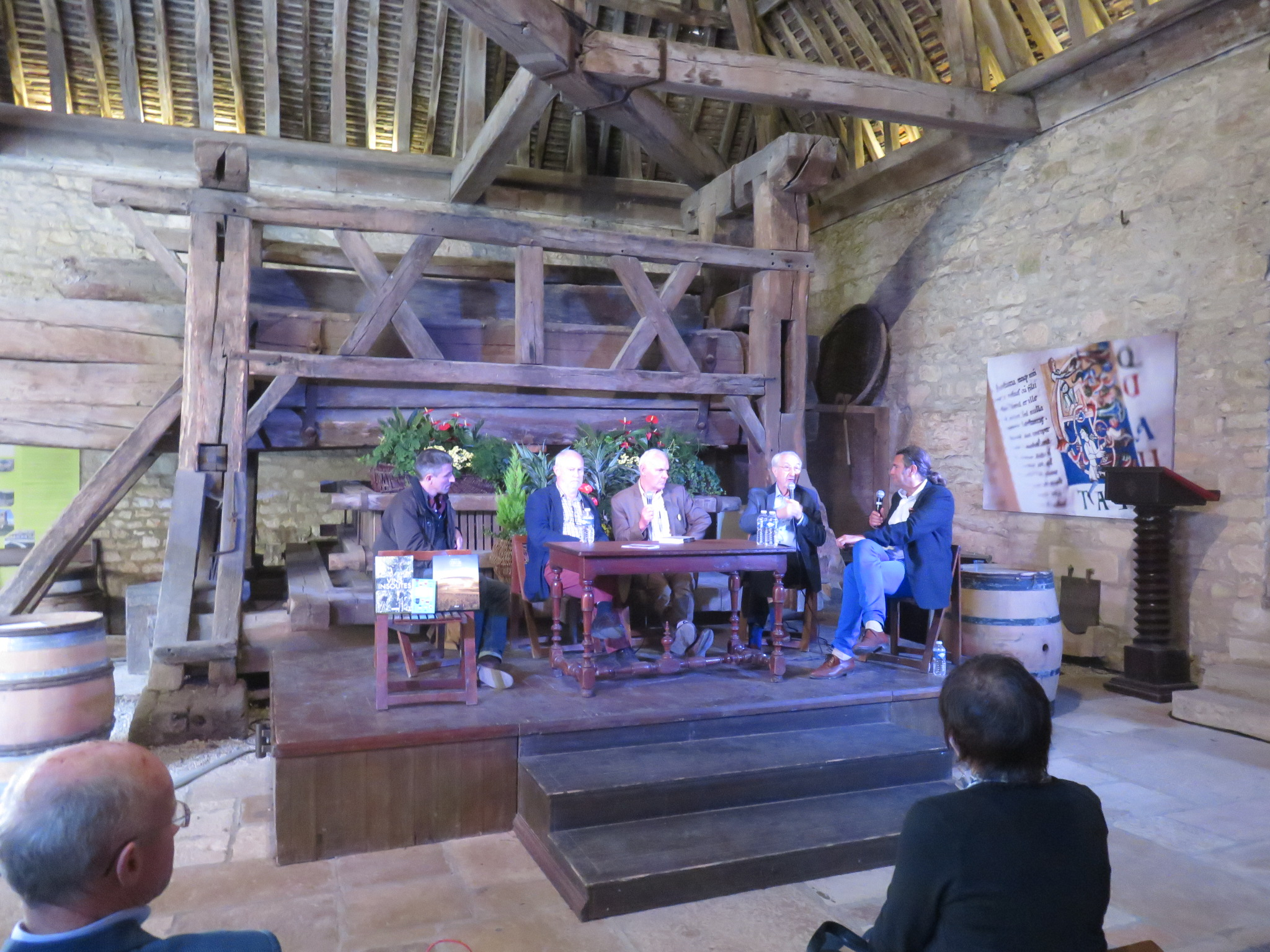
Conférences dans la salle des pressoirs
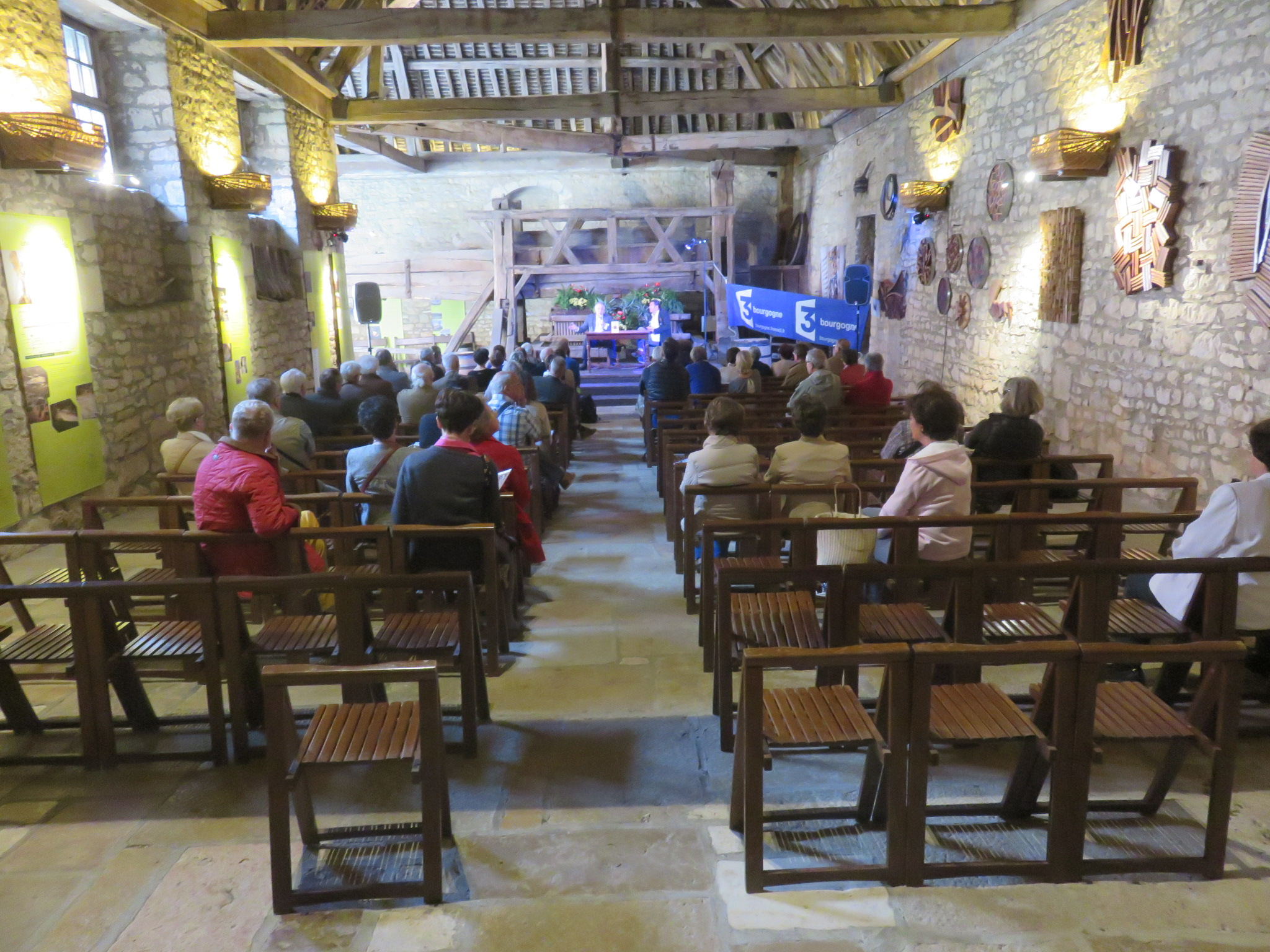
Conférences
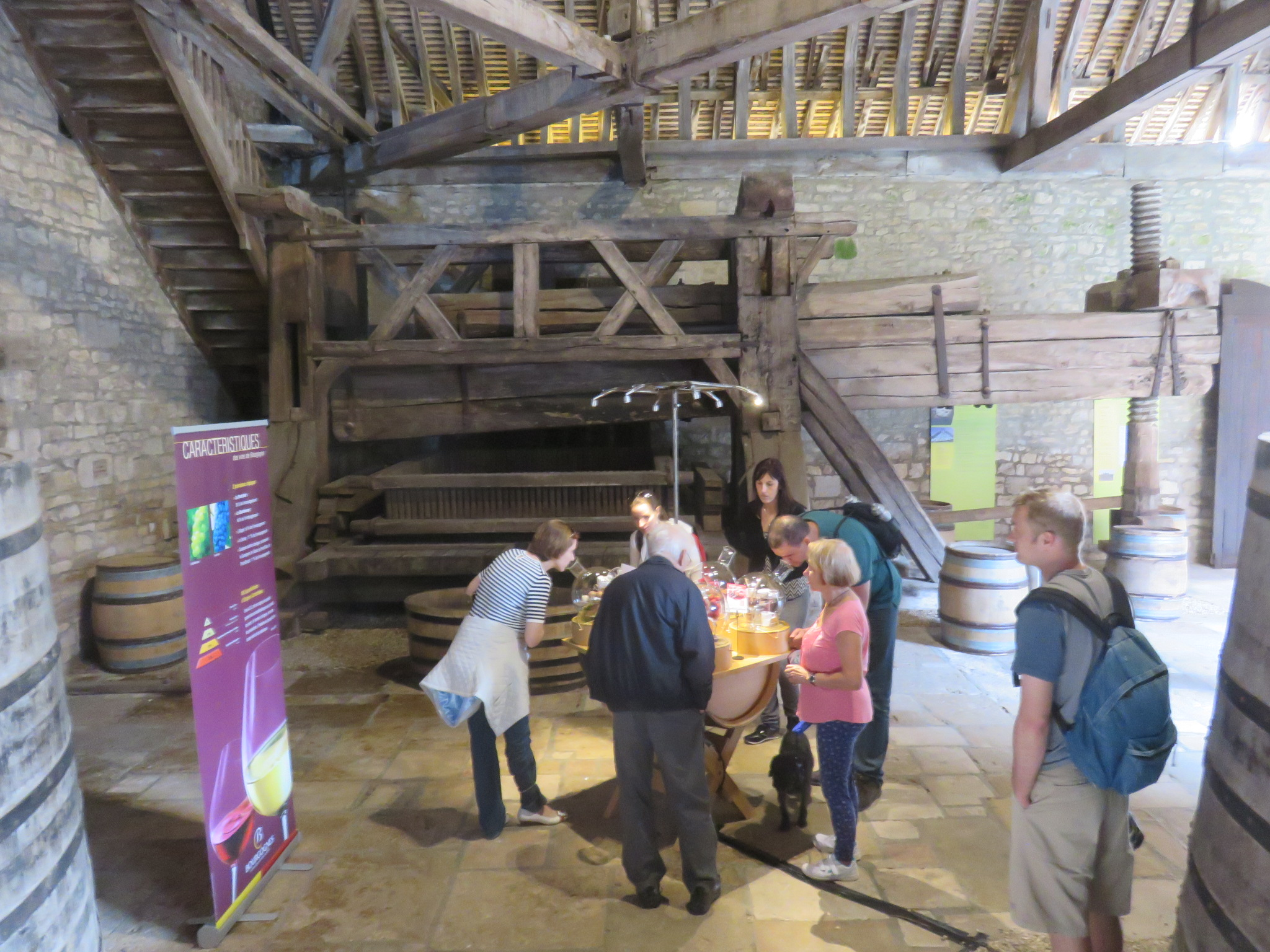
Œnophilie

Elle y reçoit une centaine d'écrivains, éditeurs, dessinateurs, libraires…, sur le thème de la littérature générale contemporaine, de littérature spécialisée de vignes et du vin, et de celle d'un certain art de vivre… avec au programme : dédicaces, animations, tables rondes, dégustations, conférences, exposition, musée, débats autour de la littérature ou de la viticulture et du vin…

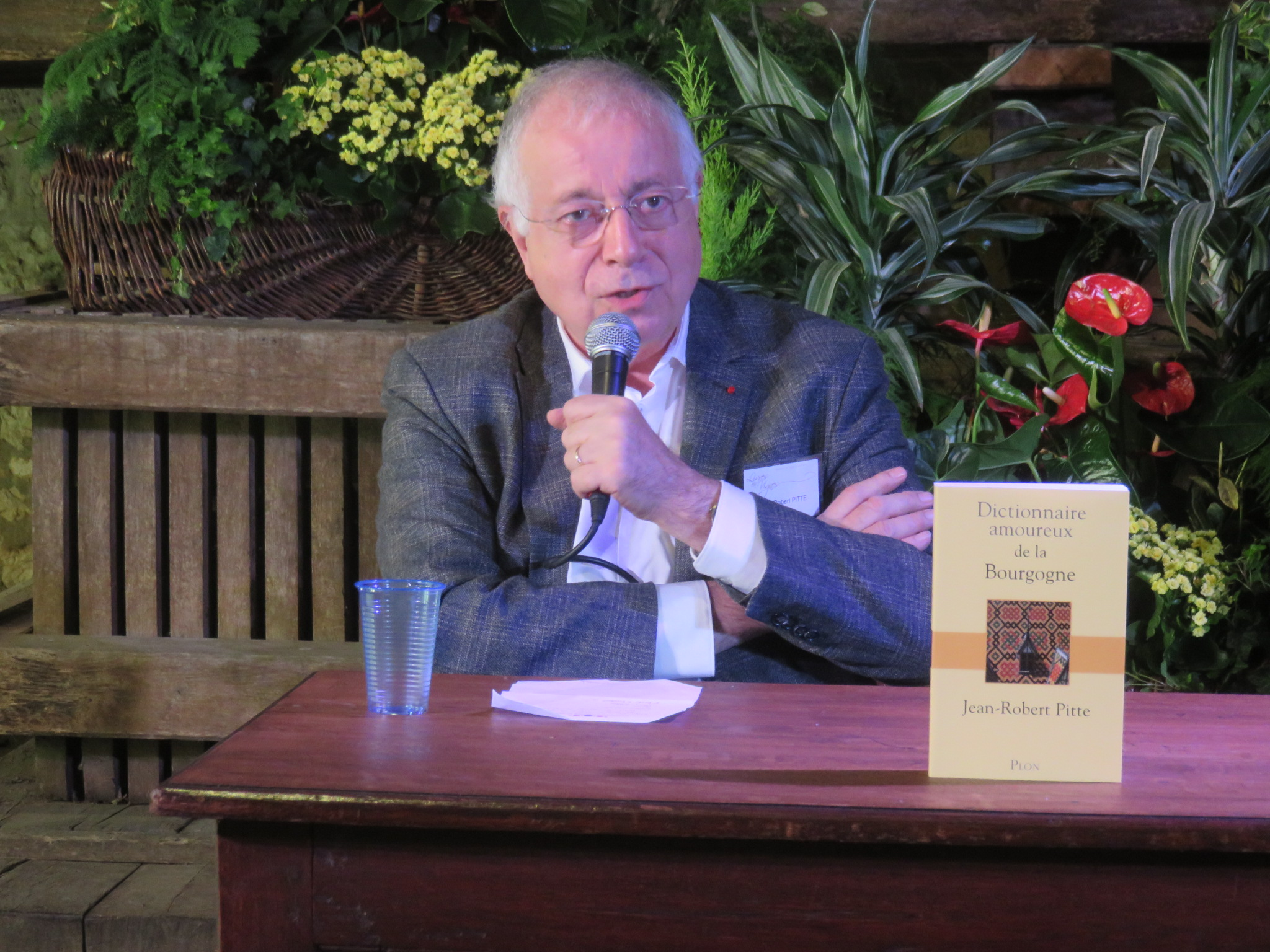
Jean-Robert Pitte, président d'honneur « à vie »
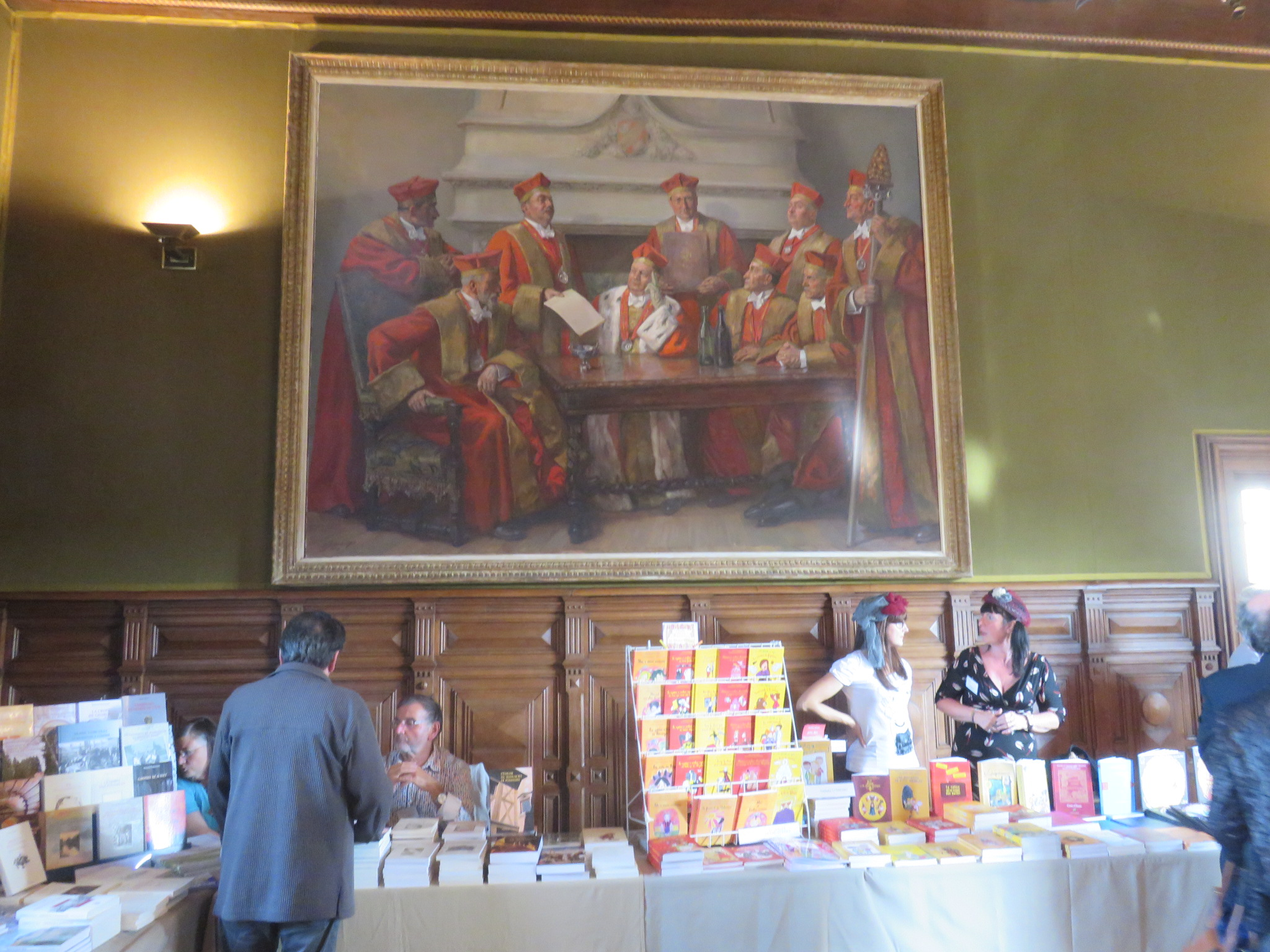
Confrérie des chevaliers du Tastevin
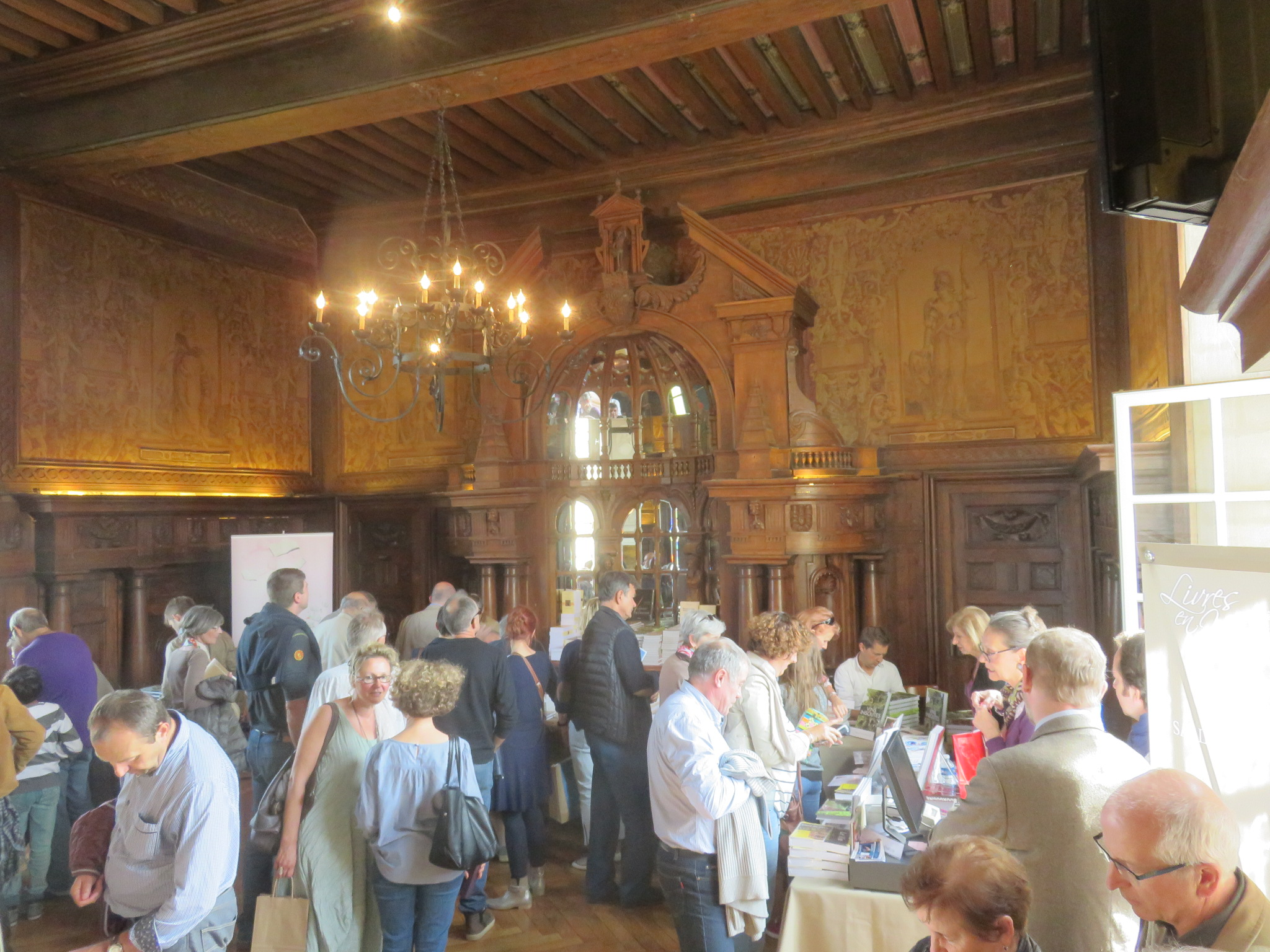
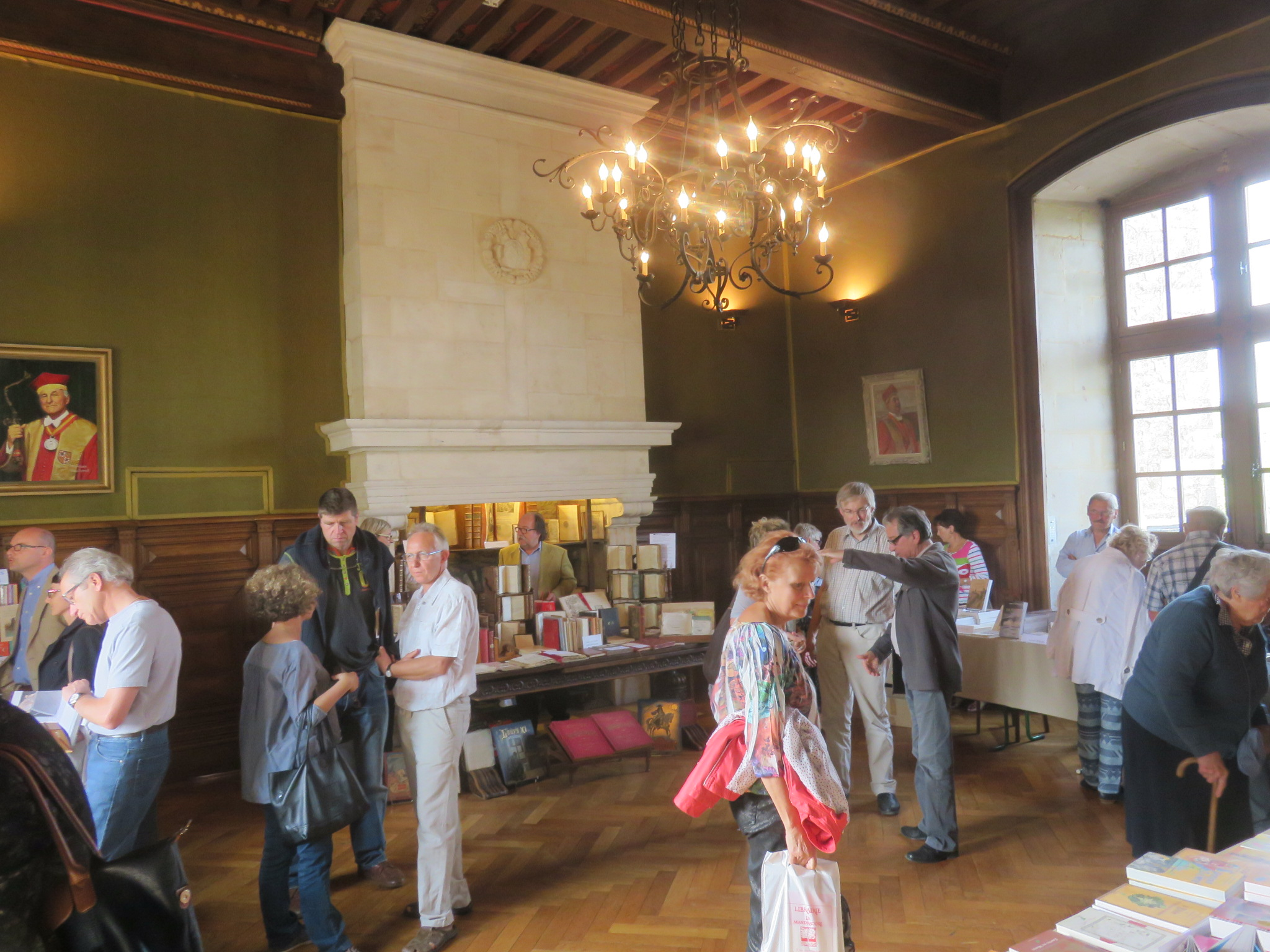

La manifestation est soutenue par les confrérie des chevaliers du Tastevin, domaine viticole Albert-Bichot, Fondation La Poste, club des écrivains de Bourgogne, ministère de la culture, ministère du tourisme, ministère de l'agriculture, conseil régional de Bourgogne, conseil départemental de la Côte-d'Or, et de nombreux partenaires publics et privés… Les anciens appartements privés, lieu de résidence avec le Château de Gilly-lès-Cîteaux voisin, ou résidaient les abbés de l'abbaye de Cîteaux, siège fondateur de l'ordre cistercien, sont exceptionnellement ouverts au public pour accueillir cet événement.
En 2015 la manifestation fête l’inscription des climats du vignoble de Bourgogne au patrimoine mondial de l’UNESCO.

## Présidents d'honneur
- 2024 : Jean-Luc Barré.
- 2023 : Nicolas d'Estienne d'Orves. Invitées d'honneur: Marie-Christine Barrault et Katherine Pancol
- 2022 : Irène Frain. Invitée d'honneur: Muriel Barbery
- 2021 : Jean-Paul Kauffmann. Invitée d'honneur: Dominique Bona
- 2020 : Yann Queffélec. Invité d'honneur: Marc Levy
- 2019 : Camille Pascal
- 2018 : Danielle Sallenave
- 2017 : Luc Ferry. Invité d'honneur : Jacques Glénat
- 2016 : Jean-Marie Rouart
- 2015 : Daniel Picouly. Invités d'honneur : Denise Bombardier, Andreï Gratchev, Teresa Cremisi et Dominique Loiseau[2],[3]
- 2014 : Dominique Bona. Invités d'honneur : Marie-Christine Barrault, Michael Edwards, Pierre Gagnaire, Patrick Raynal et Isabelle Laffont
- 2013 : David Foenkinos. Invitée d'honneur : Muriel Beyer
- 2012 : Patrick de Carolis
- 2011 : Jean-Christophe Rufin
- 2010 : Didier Van Cauwelaert
- 2009 : Bernard Pivot
- 2008 : Jean-Robert Pitte. Invité d'honneur : Claude Durand

## Prix annuels «Livres en Vignes»
Trois prix littéraires annuels sont remis lors d'une soirée inaugurale du vendredi soir, par des jurys composés de journalistes,
écrivains et professionnels du livre.

### Prix du Clos-Vougeot
Attribué à un ouvrage sur le vin, la vigne et un certain art de vivre, parrainé par la confrérie des chevaliers du Tastevin
- 2015 : Jean-François Bazin pour Le Crémant de Bourgogne, deux siècles d'effervescence, préface de Dominique Loiseau, éditions Dunod
- 2014 : Michel Tolmer, Mimi, Fifi & Glouglou, éditions de l'Epure
- 2013 : Fred Bernard, Chroniques sur la vigne, éditions Glénat
- 2012 : Étienne Davodeau, Les Ignorants, éditions Futuropolis
- 2011 : Jacky Rigaux, Les temps de la vigne Henri Jayer, vigneron en Bourgogne, éditions Terre en vues
- 2010 : Claude Gilois et Ricardo Uztarroz, Tour du monde épicurien des vins insolites, éditions Arthaud
- 2009 : Robert Camuto, Un Américain dans les vignes, Une ode amoureuse à la France du bien vivre, édition Michel Lafon
- 2008 : Jean-Guy Soumy, La Chair des Etoiles, éditions Robert Laffont

### Prix Albert Bichot
Attribué à un ouvrage de littérature généraliste contemporaine, il est parrainé par le domaine viticole Bouchard Père & Fils jusqu'en 2011, puis par le domaine Albert Bichot.
- 2015 : Jean-François Kervéan, Animarex, éditions Robert Laffont
- 2014 : Akli Tadjer, Les thermes du paradis, éditions JC Lattès
- 2013 : Olivier Bleys, Le maître de café, éditions Albin Michel
- 2012 : Laurent Bénégui, Mon pire ennemi est sous mon chapeau, éditions Julliard
- 2011 : Jean-Pierre Otte, Un cercle de lecteurs autour d’une poêlée de châtaignes, éditions Julliard
- 2010 : Martin Provost, Bifteck, éditions Phebus
- 2009 : Antoine Laurain, Carrefour des nostalgies, éditions Le Passage
- 2008 : Jacques Dupont[Lequel ?], Choses bues, éditions Grasset

### Prix Méo-Camuzet
Attribué à un premier roman, parrainé par le domaine viticole Méo-Camuzet
- 2017 : François-Régis de Guenyveau, Un dissident, Editions Albin Michel
- 2016 : Tom Graffin, Jukebox Motel, Éditions Jean-Claude Lattès
- 2015 : Teresa Cremisi, La Triomphante, éditions des Équateurs
- 2014 : Christian Wacrenier, Les Chats de Louise Michel, éditions Joëlle Losfeld
- 2013 : Anne Icart, Ce que je peux te dire d'elles, éditions Robert Laffont
- 2012 : Claude Keller, Vous prendrez bien une tasse de thé, éditions Plon
- 2011 : Grégoire Delacourt, L'Écrivain de la famille, éditions Lattès

## Prix coup de cœur
- 2010 : Laurent Gotti, Hospices de Beaune, éditions Féret